# Gare de Vignory
Gare de Vignory vasútállomás Franciaországban, Vignory településen.

## Vasútvonalak
Az állomást az alábbi vasútvonalak érintik:
- Blesme-Haussignémont-Chaumont-vasútvonal

## Kapcsolódó állomások
A vasútállomáshoz az alábbi állomások vannak a legközelebb:
- Gare de Froncles
- Gare de Vraincourt - Viéville
- Gare de Bologne